# Караџа Кадар
Караџа Кадар или Караџа Кади (грч. Καμπάνης, Камбанис) је насељено место у општини Кукуш у периферији Средишња Македонија, Грчка. Према попису из 2021. године било је 977 становника.
Према бугарском географу и историчару, Василу Канчову, у Караџи Кадру је 1900. године живело 200 Словена хришћана. Током Другог балканског рата село је настрадало а његово становништво је избегло због страха од грчке војске. Године 1913. село је имало само 37 житеља. На место избеглих Словена насељено је 80 грчких избегличких породица из Тракије, нешто касније насељене су избеглице из Бугарске и Понта. На попису из 1928. године Караџа Кадар је имао 831 становника.